# Oradarea novaezealandiae
Oradarea novaezealandiae is een vlokreeftensoort uit de familie van de Calliopiidae. De wetenschappelijke naam van de soort is voor het eerst geldig gepubliceerd in 1879 door Thomson.